# Tro Bro Léon 2025
De 42e editie van de Tro Bro Léon werd verreden op 11 mei 2025. De 53 deelnemers moesten een parcours van 203,8 kilometer in en rond Lannilis afleggen. De wedstrijd maakte deel uit van de UCI ProSeries, met de categorie 1.Pro, en de Coupe de France. De Fransman Bastien Tronchon won, voor zijn ploeggenoot Pierre Gautherat. Negentien seconden later werd Valentin Madouas derde.

## Uitslag
| Plaats  | Naam               | Ploeg                             | tijd     |
| ------- | ------------------ | --------------------------------- | -------- |
| Winnaar | Bastien Tronchon   | Decathlon AG2R La Mondiale        | 4u43'14" |
| 2       | Pierre Gautherat   | Decathlon AG2R La Mondiale        | z.t.     |
| 3       | Valentin Madouas   | Groupama-FDJ                      | + 19"    |
| 4       | Anthony Turgis     | TotalEnergies                     | z.t.     |
| 5       | Fredrik Dversnes   | Uno-X Mobility                    | + 32"    |
| 6       | Cees Bol           | XDS Astana                        | + 38"    |
| 7       | Rasmus Tiller      | Uno-X Mobility                    | z.t.     |
| 8       | Fred Wright        | Bahrain Victorious                | z.t.     |
| 9       | Lucas Eriksson     | Tudor                             | z.t.     |
| 10      | Kévin Vauquelin    | Arkéa-B&B Hotels                  | z.t.     |
| 11      | Vlad Van Mechelen  | Bahrain Victorious                | + 45"    |
| 12      | Florian Dauphin    | TotalEnergies                     | + 52"    |
| 13      | Lewis Askey        | Groupama-FDJ                      | + 1'41"  |
| 14      | Hugo de la Calle   | Burgos Burpellet BH               | + 1'45"  |
| 15      | Jenthe Biermans    | Arkéa-B&B Hotels                  | + 2'11"  |
| 16      | Matis Louvel       | Israel-Premier Tech               | z.t.     |
| 17      | Hartthijs de Vries | Unibet Tietema Rockets            | z.t.     |
| 18      | Søren Wærenskjold  | Uno-X Mobility                    | + 2'21"  |
| 19      | Hugo Hofstetter    | Israel-Premier Tech               | z.t.     |
| 20      | Jérémy Lecroq      | St Michel-Preference Home-Auber93 | z.t.     |

1984 · 1985 · 1986 · 1987 · 1988 · 1989 · 1990 · 1991 · 1992 · 1993 · 1994 · 1995 · 1996 · 1997 · 1998 · 1999 · 2000 · 2001 · 2002 · 2003 · 2004 · 2005 · 2006 · 2007 · 2008 · 2009 · 2010 · 2011 · 2012 · 2013 · 2014 · 2015 · 2016 · 2017 · 2018 · 2019 · 2020 · 2021 · 2022 · 2023 · 2024 · 2025
Ronde van Valencia ·
Ronde van Oman ·
Clásica de Almería ·
Figueira Champions Classic ·
Ronde van de Algarve ·
Ruta del Sol ·
Ardèche Classic ·
Drôme Classic ·
Kuurne-Brussel-Kuurne ·
Trofeo Laigueglia ·
Nokere Koerse ·
Milaan-Turijn ·
GP Denain ·
Bredene Koksijde Classic ·
Grote Prijs Miguel Indurain ·
Ronde van Hainan ·
Scheldeprijs ·
Brabantse Pijl ·
Ronde van de Alpen ·
Ronde van Turkije ·
Grote Prijs van Plumelec ·
Tro Bro Léon ·
Klassiek Duinkerke-GP van de Hauts-de-France ·
Vierdaagse van Duinkerke ·
Ronde van Hongarije ·
Veenendaal-Veenendaal ·
Antwerp Port Epic ·
Boucles de la Mayenne ·
Ronde van Noorwegen ·
Ronde van Slovenië ·
Brussels Cycling Classic ·
Dwars door het Hageland ·
Mont Ventoux Dénivelé Challenge ·
Ronde van België ·
Ronde van het Qinghaimeer ·
Ronde van Wallonië ·
Ronde van Burgos ·
Arctic Race of Norway ·
Ronde van Denemarken ·
Circuit Franco-Belge ·
Ronde van Duitsland ·
Ronde van Groot-Brittannië ·
Maryland Cycling Classic ·
GP Industria & Artigianato-Larciano ·
Coppa Sabatini ·
Grote Prijs van Fourmies ·
Grote Prijs van Wallonië ·
Ronde van Luxemburg ·
Super 8 Classic ·
Ronde van Langkawi ·
Ronde van het Münsterland ·
Ronde van Emilia ·
Coppa Bernocchi ·
Ronde van de Drie Valleien ·
Ronde van Piemonte ·
Ronde van het Taihu-meer ·
Parijs-Tours ·
Ronde van Veneto ·
Japan Cup ·
Veneto Classic